# 키아나 엔터테인먼트
키아나엔터테인먼트(KIANA ENTERTAINMENT)는 2016년 2월에 설립된 대한민국의 아역배우 연예기획사이다.

## 특이사항
- 2016년 2월 키아나엔터테인먼트 설립
- 2016년 4월 키아나엔터테인먼트 별관 확장
- 2016년 11월 키아나엔터테인먼트 본사 확장 이전
- 2017년 1월 키아나엔터테인먼트 법인 허가
- 2017년 2월 키아나엔터테인먼트 본사 확장 (2층,3층)
- 2017년 12월 키아나엔터테인먼트 본사 확장 (2층.3층.4층)
- 2018년 2월 2018 미래선도 혁신리더로 선정되었다.[1]
- 2018년 2월 제26회 대한민국문화연예대상의 조직부위원장 임명[2]
- 2018년 9월 벤처기업 인증[3]
- 2019년 5월 MCN 플레이타운 사업 지원 및 교육기부 꿈길 진로체험 인증기관 선정
- 2019년 5월 롯데백화점(일산점) 엔터테인먼트 최초 KIANA 댄스 스튜디오 BY 입점
- 2019년 5월 공동대표 이한석 대한민국 문화연예대상 홍보위원 임명
- 2019년 10월 글로벌A 채널에 i-TV 방송편성 확정
- 2019년 11월 27회 대한민국 문화연예대상 축하무대&레드카펫 행사 단독 진행. 전속배우 박로드,신유주 배우 EMN 우망주상 수상
- 2020년 7월 키아나액팅센터 벤쳐기업 선정
- 2020년 12월 하이틴 웹드라마 [러브틴에이저] 자체 제작 및 방송 송출
- 2021년 7월 키아나엔터테인먼트 기업부설 연구소 설립
- 2022년 4월 송부건 배우 전속계약
- 2022년 6월 김서현 배우 전속계약
- 2022년 12월 키아나엔터테인먼트 별관 오픈
- 2023년 1월 글로벌사이버대학교 학술 교류협약
- 2023년 3월 키즈유치원 프로그램 [돈워리with퍼니맨] 자체 제작 및 방송 송출
- 2024년 8월 노진원,심진혁 배우 전속계약
- 2024년 10월 (주)모꼬지 업무 협약 체결
- 2024년 12월 진로체험교육프로그램 '나는 배우고 싶다' 개최
- 2025년 1월 교육기부 진로체험 인증기관 선정
- 2025년 3월 키아나엔터&고고다이노 댄스 챌린지 페스티벌 주최

## 전속배우
| 이름(년생)    | 대표작품 |
| ------------- | --- |
| 김서현 (1970) | 2013년 영화 관상 - 가짜 수양대군 역 2014년 영화 상의원 - 대전 역 2015년 영화 내부자들 - 독촉 직원 역 2016년 영화 럭키 - 박양기 역 2017년 영화 남한산성 - 병판 역 2018년 영화 궁합 - 예판 역 2020년 영화 담보 - 아파트 경비원 역 2023년 영화 1947 보스톤 - 장의사 역 2024년 영화 파묘 - 관리소장 역 2018년 드라마 TVN 크로스 - 길상 역 2018년 드라마 TVN 미스터 선샤인 2018년 드라마 MBC 숨바꼭질 2018년 드라마 SBS 여우각시별 2019년 드라마 TVN 위대한 쇼 2021년 드라마 NETFLIX 오징어 게임 - 244번 기도남 역 2024년 드라마 KBS2 함부로 대해줘 - 이대감 역 |
| 송부건 (1976) | 2004년 영화 내 여자친구를 소개합니다 - 인질범2 역 2013년 영화 용의자 - RA(Research Agent) 역 2014년 영화 도희야 - 형사3 역 2015년 영화 강남 1970 - 현 영등포 간부1 역 2017년 영화 허도령 - 허도령 역 2019년 영화 말모이 - 가와모토 역 2019년 영화 악질경찰 - 검찰2 역 2020년 영화 특수요원 - 북한장교(최성용) 역 2022년 영화 짬뽕비권 - 호해(특별출연) 역 2006년 드라마 SBS 무적의 낙하산 요원 2007년 드라마 TVN 로맨스 헌터 - 신태동 역 2013년~2014년 드라마 MBC 기황후 2017년~2019년 드라마 OCN 보이스 시즌1, OCN 보이스 시즌2, OCN 보이스 시즌3 - 구광수 역 2019년 드라마 TV조선 레버리지: 사기조작단 - 마동석 역 2020년 드라마 TV조선 바람과 구름과 비 - 조영하 역 2021년 드라마 TVN 보이스 시즌4 - 구광수 역 2022년 드라마 Disney+ 카지노 - 덕배(특별출연) |
| 노진원 (1970) | 1990년 영화 사랑은 지금부터 시작이야 - 원진 역 1999년 영화 주유소 습격사건 - 뺀질남 역 1999년 영화 자귀모 - 의사 역 2003년 영화 오 브라더스 - 의사 역 2003년 영화 첫사랑 사수 궐기대회 - 직장동료 역 2004년 영화 슈퍼스타 감사용 - 직장동료 역 2005년 영화 댄서의 순정 - 단란주점 건달 역 2006년 영화 미녀는 괴로워 - 생방송AD 역 |
| 심진혁 (1991) | 2010년 연극 옥탑방 고양이 - 이경민 역 2016년~2017년 연극 액션스타 이성용 - 강두원 역 2018년~2019년 드라마 KBS 회사 가기 싫어 2018 - 강현욱 역 2019년 연극 나쁜자석 - 폴 역 2021년 유튜브 신지끼 - 유진 선장 역 2021년 연극 2021 SF연극제 낭동극전 - 극단적 연극]] 2021년 연극 옥탑방 고양이 - 이경민 역 2022년 연극 뮤지컬 또!오해영 - 이진상 역 2022년 연극 꽃(에 빌린) 말 - 수선화 정수 역 2023년 유튜브 웹드라마-팽대리 - 팽대리 역 2024년 연극 마음 - 나 역 |
| 남대정 (2000) | 단편영화 하프웨이 - 정엽 역 영화 변신 - 강정엽 역 드라마 SBS 의문의 일승 드라마 KBS 이미테이션 드라마 EBS 올림포스의 별 웹드라마 소녀의 세계 웹드라마 러브틴에이저 - 최현준 역 웹드라마 바다마을 구름펜션 |
| 권정은 (2006) | 영화 같은 속옷을 입는 두 여자 - 소라 역 드라마 MBC 제발 그 남자 만나지 마요 드라마 KAKAO TV 아직 낫 서른 - 서지원 역(정인선 아역) 드라마 KBS 속아도 꿈결 드라마 SBS 사내맞선 드라마 4교시에 갇혔다 - 민서연 역 |
| 신윤주 (2011) | 영화 바라밀 - 사민 역 영화 데시벨 - 강설영 역 영화 보호자 - 인비친구 역 드라마 TVN (아는건 별로 없지만)가족입니다 - 어린 김은주 역 드라마 TOONIVERSE 다시 만난 세계 : 쩌미문 - 박민정 역 드라마 KBS 비밀의 여자 - 세린 아역 어린이 프로그램 MBC 뽀뽀뽀 친구친구 |
| 권태호 (2012) | 영화 미스터주: 사라진 VIP 단편영화 눈,사람 - 도진 역 드라마 MBC 붉은 달 푸른 해 드라마 KBS 당신이 소원을 말하면 드라마 TVING 소년을 위로해줘! - 어린 다열 역 어린이 드라마 TOONIVERSE 엑스가리온 |
| 김태윤 (2006) | 영화 NETFLIX 길복순 드라마 NETFLIX 마스크걸 드라마 4교시에 갇혔다 - 도현 역 예능 MBC 방과후 설렘 시즌2 티저 영상 |
| 길나영 (2007) | 드라마 4교시에 갇혔다 시사/교양 MBC 실화탐사대 시사/교양 SBS 그것이 알고싶다 |
| 권도연 (2006) | 영화 너와 나의 계절 드라마 러브틴에이저 드라마 KBS 연모 드라마 MBC 내일 |
| 박선우 (2007) | 영화 댓글 부대 드라마 SBS 낭만닥터 김사부3 드라마 WAAVVE 오리지널 조폭인 내가 고등학생이 되었습니다 드라마 TVING 러닝메이트 드라마 TVN 반짝이는 워터멜론 |
| 박예솔 (2008) | 드라마 TV조선 조선생존기 - 한슬기 아역 드라마 NETFLIX 좋아하면 울리는 시즌2 |
| 고수이 (2013) | 영화 고속도로 가족 - 단역 드라마 대교TV 남다른걸 드라마 JTBC 선배, 그 립스틱 바르지 마요 드라마 KBS 오케이 광자매 드라마 KBS 연모 어린이 드라마 출동! 역사수호대 |

## 캐스팅 현황

### 영화
- 일급기밀(2016)
- 썬키스트 패밀리(2016)
- 보통사람(2017)
- 군함도(2017)
- 아이 캔 스피크(2017)
- 신과함께(2017)
- 미쓰백(2017)
- 기억의 밤(2017)
- 지금 만나러 갑니다 (2017)
- 조선명탐정: 흡혈괴마의 비밀 (2017)
- 지금 만나러 갑니다(2017)
- 허스토리(2017)
- 변산(2017)
- 목격자(2017)
- 자전차왕 엄복동(2018)
- 창궐(2018)
- 독전(2018)
- 챔피언(2018)
- 해피투게더(2018)
- 내안의 그놈(2018)
- 공작(2018)
- 마녀(2018)
- 미성년(2018)
- 악질경찰(2018)
- 완벽한타인(2018)
- 국가부도의 날(2018)
- 말모이(2018)
- 미스터주(2018)
- 진범(2018)
- 성난황소(2018)
- 증인(2018)
- 걸캅스(2018)
- 굿바이썸머(2018)
- 사바하(2019)
- 나를 찾아줘(2019)
- 악인전(2019)
- 인생게임(2019)
- 타짜3:원 아이드 잭(2019)
- 아내를죽였다(2019)
- 82년생 김지영(2019)
- 담보(2019)
- 보이스비(2019)
- 입술은안돼요(2019)
- 싱크홀(2019)
- 소리도 없이(2019)
- 스텔라(2019)
- 자산어보(2019)
- 이상한 나라의 수학자(2020)
- 보호자(2020)
- 교섭(2020)
- 불도저에 탄 소녀(2020)
- 비상선언(2020)
- 마리아와 비욘세(2020)
- 동인지(2020)
- 리미트(2020)
- 너와나의계절(2020)
- 모서리(2020)
- 같은 속옷을 입는 두 여자(2020)
- 싱글 인 서울(2021)
- 공조2(2021)
- 레이스(2021)
- 수퍼모델(2021)
- 데시벨(2021)
- 비광(2021)
- 귀신경찰(2022)
- 동감(2022)
- 베테랑2(2023)
- 기생수(2023)
- 댓글부대(2023)

### 드라마
```
SBS
```

- SBS 우리 갑순이
- SBS 푸른 바다의 전설
- SBS 엽기적인 그녀
- SBS 끝에서 두번째 사랑
- SBS 초인가족
- SBS 수상한 파트너
- SBS 수요일 오후 3시 30분
- SBS 당신이 잠든 사이에
- SBS 키스 먼저 할까요
- SBS 서른이지만 열일곱입니다
- SBS 달콤한 원수
- SBS 사랑의온도
- SBS 의문의 일승
- SBS 그녀로 말할 것 같으면
- SBS 기름진 멜로
- SBS 훈남정음
- SBS 황후의 품격
- SBS 복수가 돌아왔다
- SBS 운명과분노
- SBS 해치
- SBS 초면에 사랑합니다
- SBS 열혈사제
- SBS 녹두꽃
- SBS 앨리스
- SBS 편의점 샛별이
- SBS 날아라 개천용
- SBS 사내맞선
- SBS 홍천기
- SBS 낭만닥터 김사부3
- SBS 악귀
- SBS 보물섬
- SBS 굿파트너
- SBS 나의 완벽한 비서

```
KBS
```

- KBS1 무궁화 꽃이 피었습니다
- KBS1 빛나라 은수
- KBS2 라디오 로맨스
- KBS2 우리집에 사는 남자
- KBS2 란제리 소녀시대
- KBS2 같이 살래요
- KBS2 슈츠
- KBS2 추리의 여왕 2
- KBS2 학교 2017
- KBS2 당신의 하우스헬퍼
- KBS2 오늘의 탐정
- KBS2 동네변호사조들호2:죄와벌
- KBS2 단, 하나의 사랑
- KBS2 국민여러분
- KBS2 퍼퓸
- KBS2 아버지가 이상해
- KBS2 맨홀-이상한 나라의 필
- KBS2 사랑은 뷰티풀 인생은 원더풀
- KBS2 99억의 여자
- KBS2 출사표
- KBS 이미테이션
- KBS 멀리서 보면 푸른봄
- KBS 오케이 광자매
- KBS 당신이 소원을 말하면
- KBS 크레이지 러브
- KBS 팬티의 계절
- KBS 현재는아름다워
- KBS 금이야 옥이야
- KBS 킥킥킥킥
- KBS 다리미 패밀리
- KBS 스캔들
- KBS 함부로 대해줘
- KBS 수상한 그녀

```
MBC
```

- MBC 역도요정 김복주
- MBC 역적 : 백성을 훔친 도적
- MBC 군주 - 가면의 주인
- MBC 도둑놈, 도둑님
- MBC 파수꾼
- MBC 훈장 오순남
- MBC 병원선
- MBC 밥상 차리는 남자
- MBC 20세기 소년소녀
- MBC 이리와 안아줘
- MBC 로봇이 아니야
- MBC 위대한 유혹자
- MBC 봄날은간다
- MBC 이리와 안아줘
- MBC 시간
- MBC 전생의 웬수들
- MBC 사생결단 로맨스
- MBC 검법남녀
- MBC 배드파파
- MBC 붉은 달 푸른 해
- MBC 내 뒤에 테리우스
- MBC 더뱅커
- MBC 슬플때 사랑한다
- MBC 이몽
- MBC 특별 근로 감독관 조장풍
- MBC 봄밤
- MBC 검법남녀2
- MBC 실화탐사대
- MBC 병원선
- MBC 20세기 소년소녀
- MBC 밥상 차리는 남자
- MBC 신입사관 구해령
- MBC 웰컴 투 라이프
- MBC 연애미수
- MBC 러브 씬 넘버
- MBC 제발 그 남자 만나지 마요
- MBC 밥이 되어라
- MBC 금수저
- MBC 내일
- MBC 용감무쌍 용수정
- MBC 우리, 집

```
tvN
```

- tvN 또! 오해영
- tvN 그녀는 거짓말을 너무 사랑해
- tvN 써클: 이어진 두 세계
- tvN 아르곤
- tvN 드라마 스테이지 - 직립보행의 역사
- tvN 크리미널 마인드
- tvN 슬기로운 감빵생활
- tvN 드라마 스테이지 - 문집
- tvN 막돼먹은 영애씨 16
- tvN 마더
- tvN 미스터 션샤인
- tvN 부암동 복수자들
- tvN 탬버린
- tvN 화유기
- tvN 시를 잊은 그대에게
- tvN 크로스
- tvN 아는 와이프
- tvN 김비서가 왜그럴까
- tvN 빅 포레스트
- tvN 그래서 나는 안티팬과 결혼했다
- tvN 아스달 연대기
- tvN 반야
- tvN 진심의 닿다
- tvN 유령을 잡아라
- tvN 쌉니다 천리마마트
- tvN 청일전자 미쓰리
- tvN 날 녹여줘
- tvN 블랙독
- tvN 하이바이, 마마!
- tvN 화양연화
- tvN 소녀의 세계
- tvN 아는건 별로 없지만 가족입니다
- tvN 어느날 우리집 현관으로 멸망이 들어왔다
- tvN 불가살
- tvN 빈센조
- tvN 어사와 조이
- tvN 링크
- tvN 빅마우스
- tvN 슈룹
- tvN 일타스캔들
- tvN 웨딩임파서블
- tvN 패밀리
- tvN 반짝이는 워터멜론
- tvN 눈물의 여왕

```
JTBC
```

- JTBC 웹드라마 힙한 선생
- JTBC 웹드라마 어쩌다 18
- JTBC 금토드라마 언터처블
- JTBC 주말드라마 한여름의 추억
- JTBC 월화드라마 으라차차 와이키키
- JTBC 미스 함무라비
- JTBC 제3의 매력
- JTBC 눈이부시게
- JTBC 아름다운세상
- JTBC 리갈하이
- JTBC 멜로가체질
- JTBC 조선 혼담 공작소 꽃파당
- JTBC 바람이분다
- JTBC 초콜릿
- JTBC 경우의 수
- JTBC 날씨가 좋으면 찾아가겠어요
- JTBC 나의 ,해방일지
- JTBC 힙하게
- JTBC 옥씨부인전

```
OCN
```

- OCN 주말드라마 보이스
- OCN 주말드라마 미스트리스
- OCN 번외수사

```
Tooniverse
```

- Tooniverse 빛나는 나라
- Tooniverse 다시 만난 세계 : 쩌미문

```
EBS
```

- EBS 비스트 오브 아시아
- EBS 올림포스의 별
- EBS 네가 빠진 세계
- EBS 번개망토의 비밀

```
기타 / OTT서비스
```

- KAKAO TV 아직 낫 서른
- 대교TV 남다른걸
- KT 쉿! 그놈을부탁해
- WAVVE 이렇게 된 이상 청와대로간다
- 채널A 무물쭈물
- MBN 수목드라마 리치맨
- NETFLIX 스위트홈2
- WAVVE 약한영웅
- NETFLIX 이두나
- WAVVE 조폭인 내가 고등학생이 되었습니다
- TV조선 빨간풍선
- TV조선 아씨두리안
- TVING LTNS
- TVING 우씨왕후
- TVING 피라미드게임
- ENA 나미브
- TVING 그놈은 흑염룡
- TVING 스터디그룹
- 디즈니플러스 강매강

```
웹드라마
```

- 에이틴2
- 연애혁명
- 팬텀스쿨
- 펌킨타임
- 남고괴담
- 마녀상점
- 계정을 삭제하였습니다
- 4교시에 갇혔다
- 왜왔소
- 향기로운 기적
- 외 다수

### 광고
- 아파트 서해그랑블 (2017)
- 쎈수학 (2017)
- 하나은행 (2017)
- 학교폭력 공익(2017)
- 인사돌 (2017)
- 졸음 운전 캠페인 공익(2017)
- 신 재생 에너지 협회(2017)
- 농림부 캠페인(2017)
- 시크릿쥬쥬 패밀리파티(2017)
- 현대 기프트카(2017)
- 미미월드(2017)
- 가디실 예방 백신(2017)
- 위메프(2017)
- 스터드레이스 바이럴(2017)
- EBS 헤어 안전 캠페인(2017)
- 기초연금 공익(2017)
- MBN 일자리 공익(2017)
- 자살방지 캠페인(2017)
- LG유플러스 AI(2017)
- EBS 안전 캠페인 공익(2017)
- 한국전자 영수증(2017)
- 오버워치 (2017)
- 멜론 바이럴(2017)
- 한화 기업 PR (2017)
- 교육부 공익(2017)
- 윤선생 바이럴(2017)
- 노스웰 비염 치료기(2017)
- LH 공사 인쇄(2017)
- 아큐브 렌즈 (2017)
- 호식이 두마리 치킨(2017)
- 영실업 시큐릿쥬쥬 장난감(2017)
- 라이나생명 건강보험(2017)
- 한국관광공사 월드와이드 공익(2017)
- 초록우산 어린이재단(2017)
- 삼천리 자전거(2017)
- SKT 통신사(2017)
- 르노 삼성자동차 중국(2017)
- 롯데식품 바이럴(2017)
- 애니통 이미지(2017)
- AJ렌트카(2017)
- 삼성 건조기(2018)
- 캔디걸 뷰티박스(2018)
- 캔디걸 코스메틱(2018)
- 미세먼지 공익(2018)
- 메디폼(2018)
- 현대자동차(2018)
- 행정안전부 공익(2018)
- 디즈니(2018)
- 정관장(2018)
- 페브리즈(2018)
- 제주항공 신규노선 바이럴(2018)
- 아동학대 공익(2018)
- 암웨이 바이럴(2018)
- 맥도날드(2018)
- 플로릭스 백신(2018)
- 딩고트래블 이마트(2018)
- 신비요술 요요 완구제품(2018)
- 농협 홍보(2018)
- 들코락스(2018)
- 복권위원회(2018)
- 함소아 영양제 모기패치 바이럴(2018)
- 립톤 아이스티 (2018)
- 씨큐브코딩 학습프로그램(2018)
- SK하이닉스 바이럴(2018)
- 세이프맘(2018)
- 에스오일(2018)
- 쉐보레(2018)
- 고용노동부 공익(2018)
- 터닝메카드(2018)
- EBS누리샘 스팟(2018)
- 도로교통공사 공익(2018)
- 핑크퐁 지면(2018)
- 문화체육관광부 저출산 공익(2018)
- 카카오 미니(2018)
- LG 씽큐 바이럴(2018)
- 두산위브 아파트(2018)
- 오로라월드(2018)
- 종합감기약 부루펜(2018)
- 국민건강보험공단(2018)
- MBN 근로시간 캠페인(2018)
- 사랑의열매(2018)
- 애플 전자제품 지면(2018)
- 방송통신위원회 공익(2018)
- 에버랜드 바이럴(2018)
- 칠성사이다(2018)
- 대교 학습지(2018)
- 현대자동차 50주년 캠페인(2018)
- 맥도날드 행운버거(2018)
- 농림 축산 식품부 공익(2018)
- 소아 성장 의자(2018)
- EBS 겨울철 실내 안전 캠페인(2018)
- 포카리스웨트 이온 음료 바이럴(2018)
- 청소년연맹 아람단 지면(2018)
- SMEG 냉장고(2018)
- 오로라월드 지면(2018)
- 신기한 한글 나라 (2018)
- 동원참치 바이럴(2018)
- 빨간펜 바이럴(2018)
- 통일부(2018)
- 소니 코리아 헤드폰 바이럴(2018)
- 서울시 전국체전 (2018)
- 안다르 요가복(2018)
- 월드비전 캠페인(2018)
- 삼성 갤럭시s10(2018)
- 경찰청 공익(2018)
- 교통안전공단 공익(2018)
- 롯데월드 아쿠아리움 바이럴(2018)
- 벅스봇 장난감(2018)
- 대성마이맥(2019)
- 아메르 마스크(2019)
- 틱톡(2019)
- 이랜드 폴더 이상형 월드컵(2019)
- 삼성 갤럭시노트10(2019)
- 인권위원회 공익(2019)
- 올리브영(2019)
- 롯데 크니쁘니 쥬스(2019)
- 오로라월드 신제품(2019)
- SK하이닉스 실버프렌드(2019)
- 한국어학당(2019)
- 맥심 TOP 커피 음료(2019)
- 베이비페어 바이럴(2019)
- 동물보호 공익(2019)
- SK텔레콤 광고(2019)
- 왕뚜껑(2019)
- 사랑의열매 공익(2019)
- 아이 돌봄 서비스(2019)
- 카프리썬 바이럴(2019)
- 대성마이맥(2019)
- SK하이닉스(2020)
- 학교폭력 예방 공익(2020)
- 갤럭시20(2020)
- 휠라(2020)
- 60계치킨(2020)
- 정관장(2020)
- 수향미(2020)
- 중앙건설(2020)
- 하림치킨(2020)
- 안전공단 캠페인(2020)
- 허쉬초콜릿(2020)
- 기획재정부(2020)
- 11번가(2020)
- 호텔스컴바인(2020)
- 예림당(2020)
- 아모레퍼시픽(2021)
- EBS 거리두기캠페인(2021)
- 60계치킨(2021)
- 암앤해머(2021)
- EBS 문해력캠페인(2021)
- 노담캠페인(2021)
- 센시아(2021)
- LG 트롬 스타일러(2021)
- 포카리스웨트(2021)
- 서울시교육청(2021)
- 잡코리아(2021)
- 초록우산 캠페인(2021)
- 루치펠로(2021)
- 블랙야크(2021)
- 나이키(2021)
- 라엘(2021)
- 삼성SDI(2021)
- 현대해상(2021)
- 쁘띠메종(2021)
- 키클레오(2021)
- 구전녹용(2021)
- 카카오 사운드(2021)
- 패스신공(2021)
- 대방건설(2021)
- 롯데리아(2021)
- 농협(2021)
- 신영증권(2021)
- 대교써밋(2021)
- 콜마(2022)
- 한국어재단(2022)
- 드림클래스(2022)
- 웅진클럽(2022)
- 현대해상(2022)
- KB카드(2022)
- 언더아머(2022)
- 동서식품(2022)
- 교원(2022)
- 한국공학대학교(2022)
- 에어데이즈(2022)
- 노담캠페인(2022)
- LG퓨리케어(2022)
- 동행복권(2022)
- 메로나(2022)
- 초록우산(2022)
- 포카리스웨트(2022)
- 티르티르(2022)
- 코빗(2022)
- 비타500(2022)
- 네네치킨(2022)
- 보람상조(2022)
- 바른치킨(2022)
- 한국관광공사(2022)
- 대성마이맥(2022)
- 엘리하이(2022)
- 콴다(2022)
- 신협(2022)
- 노비타(2022)
- 라그나로크(2022)
- 잔디(2022)
- 팸퍼스(2022)
- 자생한방병원(2022)
- 올리브영(2022)
- 사랑의 열매(2022)
- 서울시 교육청(2022)
- 아이스크림 홈런(2022)
- 여성가족부(2022)
- 채선당(2022)
- 애니팡(2022)
- 갤럭시S23(2023)
- 스마트싱스(2023)
- bmw(2023)
- 맥케인(2023)
- 언더아머(2023)
- 아이스크림홈런(2023)
- 유비온교구(2023)
- KB(2023)
- 사세 버팔로윙(2023)
- 현대모바일오피스 (2023)
- 하기스(2023)
- 포카리(2023)
- SGI 신용보증(2023)
- 반올림피자(2023)
- 남양맛있는우유GT(2023)
- 더블하트(2023)
- 비피젠(2023)
- 메이플스토리(2023)
- 세노비스(2023)
- 삼성케어플러스(2023)
- 노랑통닭(2023)
- SK텔레콤(2023)
- 대원제약(2023)
- 하루삼공국사과(2023)
- 비상교육(2023)
- 아토팜(2023)
- 미원(2023)
- 아소비(2023)
- 한국장학재단(2023)
- 웰스정수기(2023)
- 대성마이맥(2023)
- 굿네이버스(2023)
- 엘리하이(2023)
- 푸디버디(2023)
- 밀크티(2023)
- 메가패스(2023)
- 서울시교육청(2023)
- 리바이포유(2023)
- 굽네치킨(2023)
- 부산시교육청(2023)
- 새마을금고(2023)
- 메가스터디(2024)
- LH 주택공사(2024)
- 초록우산 캠페인(2024)
- 통일부(2024)
- 충북시 교육청(2024)
- 단꿈아이(2024)
- GS자이아파트(2024)
- 인천광역시 교육청(2024)
- 올리브영(2024)
- 바디럽(2024)
- 하나금융그룹(2024)
- 아스트로젠(2024)
- 듀오링고(2024)
- 버거킹(2024)
- 하기스(2024)
- 포카리스웨트(2024)
- 빨간펜(2024)
- 토스(2024)
- 세이브더칠드런(2024)
- 빙그레(2024)
- 하남 스타필드(2024)
- KB카드(2024)
- 현대해상(2024)
- 요소수(2024)
- 청심환(2024)
- 리바이포유(2024)
- BHC치킨(2024)
- 세노비스(2024)
- 칠성사이다(2024)
- 60계치킨(2024)
- 정관장(2024)
- 쥬비스 다이어트(2024)
- 신영증권(2024)
- 유림 노르웨이숲(2024)
- 알볼로피자(2024)
- 갤럭시(2024)
- 복권위원회(2024)
- 외 다수

### 방송
- SBS 어느날갑자기
- MBN 기막힌 이야기 - 실제상황
- EBS 안전 블랙박스
- Tooniverse 내일은 실험왕2
- EBS 갤럭시 안전프로젝트
- MBC 서프라이즈
- KBS 연예가중계
- EBS 싱&댄스 동요 구출작전
- KBS 생방송 아침이 좋다
- 채널 뷰 진짜 사랑 리턴즈
- SBS 궁금한 이야기 Y
- 채널 뷰 진짜사랑 리턴즈 2
- EBS 판다다
- EBS 모여라딩동댕
- EBS 뭐든지뮤직박스
- MBC 뽀뽀뽀 댄싱슈즈
- EBS 해요와 해요
- KBS 연애의참견
- 채널A 애로부부
- MBN 고딩엄빠
- EBS 모여라딩동댕
- SBS 원탁의 변호사들
- 외 다수

## 모델 대회
- 2016년 6월 키아나 엔터테인먼트 전속모델 선발대회
- 2016년 9월 타요키즈카페 키즈모델 선발대회
- 2016년 10월 알파 키즈·어린이·청소년 메인모델 선발대회
- 2016년 12월 웅진 북클럽 키즈 모델 선발대회
- 2017년 1월 롯데월드 키즈파크 한복 런웨이 쇼
- 2017년 2월 아이홍삼 키즈모델 선발대회
- 2017년 4월 제 2회 키아나 엔터테인먼트 전속모델 선발대회
- 2017년 6월 롯데월드 판타스틱 포토 어워드
- 2017년 7월 레이저제트DLX 모델 선발대회
- 2017년 7월 롯데월드 키즈파크 판타스틱 방송국
- 2017년 8월 롯데월드 키즈파크 키즈뽐뽐페스티벌
- 2017년 9월 롯데파주아울렛 프리미엄 키즈모델 선발대회
- 2017년 10월 CC RUNWATY 모델 선발대회
- 2017년 11월 부르르아기토끼 모델 선발대회
- 2017년 12월 시크릿쥬쥬 모델선발대회
- 2018년 2월 신비아파트 모델선발대회
- 2018년 2월 애니통 히어로즈 모델선발대회
- 2018년 3월 롯데광명아울렛 프리미엄 키즈모델 선발대회
- 2018년 4월 K-POP MODEL 선발대회
- 2018년 4월 엔터테인먼트 연합 키즈모델 선발대회
- 2018년 6월 엔젤드레스 키즈모델 선발대회
- 2018년 7월 하이원 키즈모델 선발대회
- 2018년 8월 뉴엔젤 키즈모델 선발대회
- 2018년 9월 아이링고 키즈크리에이터 선발대회
- 2018년 10월 2018 키아나 엔터테인먼트 전속모델 선발대회
- 2018년 11월 프리파라 키즈모델 선발대회
- 2018년 11월 레시피박스 키즈모델 선발대회
- 2018년 11월 캔디걸 키즈모델 선발대회
- 2018년 12월 예림당 Why?키즈 크리에이터 선발대회
- 2019년 1월  아가추 키즈모델 선발대회
- 2019년 2월 PIC 키즈모델 선발대회
- 2019년 3월 롯데 엔터테이너 콘테스트
- 2019년 3월 두드림 키즈 스피치 콘테스트
- 2019년 4월 PLAY 크리에이터 키즈모델 선발대회
- 2019년 5월 훈민출판사 키즈모델 선발대회
- 2019년 6월 리넬리 피팅 메인모델 콘테스트
- 2019년 6월 2019 전국 신인 발굴 연합오디션 -LOOKING ROOKIE-
- 2019년 7월 베베마루 키즈모델 선발대회
- 2019년 7월 베틀한복 모델 선발대회
- 2019년 7월 2019 엔터테인먼트 연합오디션 -ON AIR-
- 2019년 8월 2019 전국 신인발굴 연합오디션 -THE GREATEST STAGE-
- 2019년 8월 제 27회 대한민국 문화연예대상 키즈 공개 오디션
- 2019년 8월 2020 캘린더 메인 표지모델 선발대회
- 2019년 9월 키즈런웨이 키즈모델 콘테스트
- 2019년 9월 슬라임코리아 키즈모델 선발대회
- 2019년 10월 아토나인 키즈 화장품 메인모델 선발대회
- 2019년 10월 i-TV 메인 아역 크리에이터 방송 출연 오디션
- 2020년 10월 아망 매거진 메인 모델 오디션
- 2020년 10월 아망 매거진 메인 모델 오디션
- 2020년 10월 마미버드 키즈모델 선발대회
- 2021년 3월 키즈 화장품 아토나인 메인모델 선발대회
- 2021년 6월 어린이화장품 레시피박스 메인모델 선발대회
- 2021년 11월 의류브랜드B1℃ 메인모델 선발대회
- 2022년 02월 다나플레이 키즈모델 선발대회
- 2022년 03월 하이틴 웹드라마 끄적끄적 청소년 출연자 선발대회
- 2022년 03월 아동 한복 브랜드 르루한복 메인모델 선발 대회
- 2022년 03월 WHO.A.U(후아유) 브랜드 모델 대회
- 2022년 03월 어스본 코리아 피닉스리더스 키즈모델 선발대회
- 2022년 04월 유아 자동차 브랜드 베케라 키즈모델 선발대회
- 2022년 05월 디쏘에이치 청소년 모델 선발대회
- 2022년 05월 글로벌 어린이 교재 토루 키즈 홍보모델 선발대회
- 2022년 07월 키즈썬 키즈모델 선발대회
- 2022년 07월 알파슈 에버라스트 스니커즈 모델 선발대회
- 2022년 08월 베이비드레스 앤드레스 키즈 모델대회
- 2022년 10월 팬콧키즈 홍보모델 선발대회
- 2022년 10월 카고브로스 청소년 모델 대회
- 2022년 12월 에이스 팩토리 내방 오디션2023년 1월 로아드로아 청소년 모델대회
- 2023년 01월 주영이앤씨 고고다이노 어린이 모델 대회
- 2023년 2월 마미버드X키즈몽드 키즈 모델 선발대회
- 2023년 3월 플레이시푸 키즈 홍보 모델 선발대회
- 2023년 3월 헬로파크 키즈 홍보모델 콘테스트
- 2023년 3월 DXOH 브랜드 청소년 메인모델 대회
- 2023년 4월 신비아파트 완구 메인 키즈모델
- 2023년 5월 리진한복 청소년 한복모델 콘테스트
- 2023년 5월 1989스탠다드 청소년 모델대회
- 2023년 7월케이틴즈X피스메이커 청소년 모델대회
- 2023년 8월 히어로 플레이파크 키즈 홍보 모델대회
- 2023년 11월 감성교복X키즈몽드 키즈 홍보모델 개최
- 2023년 11월 레시피박스 키즈모델 콘테스트2023년 12월 미니레시피 키즈모델 콘테스트
- 2023년 1월 동아토루 키즈 홍보모델 콘테스트
- 2024년 1월 디엘프렌즈 어린이 뷰티 모델 콘테스트
- 2024년 1월 고고다이노 키즈 장난감 홍보모델 대회
- 2024년 4월 하나하이 청소년 모델 콘테스트
- 2024년 5월 D.A.M.P X 케이틴즈 하이틴 모델대회
- 2024년 4월 궁능문화축제 기자단
- 2024년 5월 판타지오,울림 내방오디션 개최
- 2024년 7월 해양청 해양청소년연맹 행사 모델 선발
- 2024년 10월 고고다이노 EX 테마파크 홍보모델 선발